# Ассирія (римська провінція)

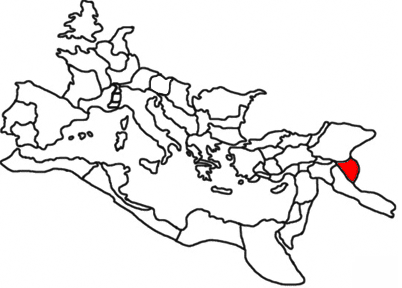
Римська провінція Ассирія, приблизно 160 рік

Ассирія (лат. Assyria) — провінція Римської імперії, розташована приблизно на території сучасного північного Іраку.
Створена близько 116 року імператором Траяном внаслідок успішного походу проти Парфії. Проте його наступник Адріан вивів звідси легіони в 118 роцц, але це не означало кінець римського панування у цьому регіоні. Раніше ця територія була предметом ворожнечі між Парфією та Вірменією. Рим займав також цю область недовгий час у 161—165 і в 194—199 роках і тільки з 230 року зміг ґрунтовно там закріпитися.
У провінції були постійно розквартировані два легіони для захисту від вторгнення. 
У 363 провінція знову втрачена за імператора Іовіана після невдалого іранського походу Юліана і ганебного миру, укладеного з метою безпечного відведення військ до Константинополя.